# Khash (district)
Pour les articles homonymes, voir Khash.
Khash est un district de la province de Badakhshan en Afghanistan. Sa population est estimée à 48 000 habitants.